# Armadillidium saxivagum
Armadillidium saxivagum är en kräftdjursart som beskrevs av Karl Wilhelm Verhoeff 1901. Armadillidium saxivagum ingår i släktet Armadillidium och familjen klotgråsuggor. Inga underarter finns listade i Catalogue of Life.